# ألباخ
ألباخ (بالألمانية: Alpbach) هي بلدة تقع في ولاية تيرول، غرب النمسا.